# 알리예 테레굴로바
알리예 테레굴로바(아제르바이잔어: Aliyə Terequlova, 1913년 5월 13일 트빌리시 ~ 1968년 3월 3일 모스크바)는 아제르바이잔의 배우이다.

## 출연 작품
- Əlsiz adamlar (1932년 영화)